# オンディーヌ (長山洋子のアルバム)
『オンディーヌ』（Ondine）は、日本の歌手長山洋子のアイドル歌手活動時に発表されたオリジナル・アルバム。1987年8月5日にビクター音楽産業から発売された。

## 概要
10枚目のシングル「悲しき恋人たち」のアルバム・ミックスバージョンほか全10曲を収録したオリジナル・アルバム。タイトルの ″オンディーヌ″ とは、若く美しい女性の姿をした水の精霊 ″ウンディーネ″(ドイツ語・Undine) をフランス語読みにしたもの。
収録曲中オリジナル楽曲は6曲、それ以外はロビー・ネビルやマドンナらが歌唱した洋楽の日本語詞によるカバーという構成になっている。

## 収録曲

### LP・CT

#### Side A
1. 真夜中のオンディーヌ
作詞：さかたかずこ / 作曲・編曲：松岡直也
2. ドミノ
作詞・作曲：Robbie Nevil, Dick Eastman, Bobby Hart / 日本語詞：さかたかずこ / 編曲：松本晃彦
  - 1986年に発表されたアメリカの男性シンガーソングライター、ロビー・ネビル（Robbie Nevil) のファースト・アルバム収録曲で後にシングル・カットされた「Dominoes」のカバー[3]。
3. 愛を待てないANGELS
作詞：遠藤京子 / 作曲：羽場仁志 / 編曲：西平彰
4. ビッグ・ラヴ
作詞・作曲：Lindsey Buckingham / 日本語詞：吉元由美 / 編曲：西平彰
  - 1987年に発表されたイングランド出身のロックバンド、フリートウッド・マック (Fleetwood Mac) のアルバム『タンゴ・イン・ザ・ナイト』(Tango in the Night) 』収録曲で後にシングル・カットされた「Big Love」のカバー[4]。
5. マザーズボーイWOW WOW
作詞：永井美由紀 / 作曲：石田正人 / 編曲：松本晃彦

#### Side B
1. ラ・イスラ・ボニータ
作詞・作曲：Madonna, Pat Leonard, Bruce Gaitsch / 日本語詞：南海子 / 編曲：西平彰
  - 1986年に発表されたアメリカの女性シンガー、マドンナ (Madonna) のアルバム『トゥルー・ブルー 』(True Blue) 収録曲で後にシングル・カットされた「ラ・イスラ・ボニータ」(La Isla Bonita) のカバー[5]。
2. ハイウェイ物語
作詞：森田由美 / 作曲：山崎稔 / 編曲：西平彰
3. 愛に抱かれた夜
作詞・作曲：Nick Van Eede / 日本語詞：森田由美 / 編曲：西平彰
  - 1986年に発表されたイギリスのロックバンド、カッティング・クルー（Cutting Crew）のアルバム『愛に抱かれた夜』(原題：Broadcast) 収録曲で後にシングル・カットされた「(I Just) Died in Your Arms」のカバー[6]。
4. 悲しき恋人たち (Twilight-Mix) [注 1]
作詞・作曲：遠藤京子 / 編曲：武部聡志
  - 10枚目のシングルA面曲のアルバム・ミックス。
5. アリス
作詞・作曲：遠藤京子 / 編曲：西平彰

### CD
1. 真夜中のオンディーヌ
2. ドミノ
3. 愛を待てないANGELS
4. ビッグ・ラヴ
5. マザーズボーイWOW WOW
6. ラ・イスラ・ボニータ
7. ハイウェイ物語
8. 愛に抱かれた夜
9. 悲しき恋人たち (Twilight-Mix)
10. アリス